# Athyrium moritzianum
Athyrium moritzianum là một loài thực vật có mạch trong họ Woodsiaceae. Loài này được (Klotzsch) E. Fourn. miêu tả khoa học đầu tiên năm 1872.